# Audnedal Station
Audnedal Station (Audnedal stasjon) er en jernbanestation på Sørlandsbanen, der ligger i bygden Kongsmo i Audnedal kommune i Norge.
Stationen åbnede 17. december 1943, da banen blev forlænget fra Kristiansand til Sira. Stationsbygningen var opført året før efter tegninger af Gudmund Hoel og Bjarne Friis Baastad ved NSB Arkitektkontor. Stationen blev fjernstyret fra 19. november 1969 og blev ubemandet 1. juni 1970.
Mellem Audnedal og nabostationen Snartemo, 9,5 km derfra, går banen gennem den 8,5 km lange Hægebostadtunnelen, der er Norges femtelængste tunnel.